# 23e Match des étoiles de la Ligue nationale de hockey
Match précédent Match suivant
Le 23e Match des étoiles de la Ligue nationale de hockey fut tenu le 20 janvier 1970 dans le domicile des Blues de Saint-Louis, le St. Louis Arena. La conférence de l'Est remporta ce match par la marque de 4 à 1 aux dépens de la conférence de l'Ouest. Le joueur du match fut Bobby Hull des Blackhawks de Chicago qui marqua un but en plus d'obtenir une mentions d'assistance. Pour la première fois de l'histoire, le Match des étoiles fut tenu dans le domicile d'une équipe d'expansion.

## Effectif

### Conférence de l'Est
- Entraîneur-chef : Claude Ruel ; Canadiens de Montréal.

Gardiens de buts
- 01 Eddie Giacomin ; Rangers de New York.
- 30 Tony Esposito ; Blackhawks de Chicago.

Défenseurs :
- 02 Jacques Laperrière ; Canadiens de Montréal.
- 03 Brad Park ; Rangers de New York.
- 04 Bobby Orr ; Bruins de Boston.
- 05 Carl Brewer ; Red Wings de Détroit.
- 18 Serge Savard ; Canadiens de Montréal.

Attaquants :
- 07 Phil Esposito, C ; Bruins de Boston.
- 08 Johnny Bucyk, AG ; Bruins de Boston.
- 09 Gordie Howe, AD ; Red Wings de Détroit.
- 10 Jean Ratelle, C ; Rangers de New York.
- 11 Walt Tkaczuk, C ; Rangers de New York.
- 12 Ron Ellis, AD ; Maple Leafs de Toronto.
- 14 Dave Keon, C ; Maple Leafs de Toronto.
- 15 Jacques Lemaire, C ; Canadiens de Montréal.
- 16 Bobby Hull, AG ; Blackhawks de Chicago.
- 17 Rod Gilbert, AD ; Rangers de New York.
- 21 John McKenzie, AD ; Bruins de Boston
- 27 Frank Mahovlich, AG ; Red Wings de Détroit.

### Conférence de l'Ouest
- Entraîneur-chef : Scotty Bowman ; Blues de Saint-Louis.

Gardiens de buts :
- 29 Bernard Parent ; Flyers de Philadelphie.
- 30 Jacques Plante ; Blues de Saint-Louis.

Défenseurs :
- 02 Bill White ; Kings de Los Angeles.
- 04 Carol Vadnais ; Seals d'Oakland.
- 05 Bob Woytowich ; Penguins de Pittsburgh.
- 06 Harry Howell ; Seals d'Oakland.
- 08 Barclay Plager ; Blues de Saint-Louis.

Attaquants
- 07 Red Berenson, C ; Blues de Saint-Louis.
- 09 Frank St. Marseille, AD ; Blues de Saint-Louis.
- 10 Bobby Clarke, C ; Flyers de Philadelphie.
- 11 Jean-Paul Parisé, AG ; North Stars du Minnesota.
- 12 Dean Prentice, AG ; Penguins de Pittsburgh.
- 14 Jim Roberts, AD Blues de Saint-Louis.
- 15 Danny O'Shea, C ; North Stars du Minnesota.
- 16 Claude Larose, AD ; North Stars du Minnesota.
- 17 Gary Sabourin, AD ; Blues de Saint-Louis.
- 20 Ab McDonald, AG ; Blues de Saint-Louis.
- 21 Bill Goldsworthy, AD ; North Stars du Minnesota.
- 22 Danny Grant, AG ; North Stars du Minnesota.

## Feuille de match
| No                                                                            | Score            | Équipe           | Buteur (Passeur(s))             | Temps            |                  |
| Première période                                                              | Première période | Première période | Première période                | Première période | Première période |
| ----------------------------------------------------------------------------- | ---------------- | ---------------- | ------------------------------- | ---------------- | ---------------- |
| 1                                                                             | 1-0              | Est              | Laperrière                      | 0:20             |                  |
| 2                                                                             | 1-1              | Ouest            | Prentice (Berenson - Woytowich) | 0:37             |                  |
| 3                                                                             | 2-1              | Est              | Howe (Hull - Lemaire)           | 7:20 AN          |                  |
| Pénalité : Park (Est) trébuché 1:52 ; St. Marseille (Ouest) interférence 6:00 |                  |                  |                                 |                  |                  |
| Deuxième période                                                              |                  |                  |                                 |                  |                  |
| 4                                                                             | 3-1              | Est              | Hull (Brewer)                   | 3:26             |                  |
| 5                                                                             | 4-1              | Est              | Tkaczuk (McKenzie - Bucyk)      | 9:37             |                  |
| Pénalité : Woytowich (Ouest) retenu 15:47                                     |                  |                  |                                 |                  |                  |
| Troisième période                                                             |                  |                  |                                 |                  |                  |
| Aucun but                                                                     |                  |                  |                                 |                  |                  |
| Pénalité : Woytowich (Ouest) retenu 2:12                                      |                  |                  |                                 |                  |                  |

Gardiens :
- Est : Giacomin (29:37), Esposito (30:23, est entré à 9:37 de la 2e période).
- Ouest : Parent (29:37), Plante (30:23, est entré à 9:37 de la 2e période).

Tirs au but :
- Est (44) 10 - 14 - 20
- Ouest (17) 06 - 05 - 06

Arbitres : Art Skov
Juges de ligne : Claude Béchard, Matt Pavelich